# 経済学上の未解決問題
経済学上の未解決問題（けいざいがくじょうのみかいけつもんだい）は、経済学における主要な未解決の問題、パズル、または質問のリストである。これらのいくつかは理論的起源であり、そのうちのいくつかは、正統な経済理論が経験的観察を説明できないことに関するものである。

## 資本理論
- ケンブリッジ資本論争: ケンブリッジの資本論争は、1950年代に始まった経済学の論争である。議論は、資本財の性質と役割と総生産と流通の新古典主義のビジョンの批判に関する。自然成長率が外因性なのか、それとも需要に対して内因的なのか(そして、それが生産成長を引き起こすインプット成長なのか、あるいはその逆なのか)という問題は議論の中心にある。議論の解決はエコノミストによって合意されていない。
- 変革問題: 変革の問題は、社会に必要な労働時間に基づいて商品の価値を市場の競争力のある価格に変える一般的なルールを見つけることの、マルクス主義経済学に特有の問題であり、経済学全般に特有の問題である。本質的な難しさは、直接労働投入からの余剰価値の形で利益を調整する方法と、商品間で大きく異なる資本投入量に対する直接労働投入率を調整する方法であり、投資されたすべての資本資本の平均利益率に向かう傾向がある[1]。

## 行動経済学
- 明らかにされた好み:消費者が利用可能なオプションのすべてを買うことができるときに明らかにされた好みの理論は本当に消費者の好みを明らかにするのか?たとえば、消費者が3つの商品に直面し、3つ(A、B、C)すべてを購入する余裕があり、最初にA、次にC、Bを購入することを選択した場合、これは商品の消費者の好みがA>C>Bであることを示唆しているか?議論は、消費者が3つの商品すべてを買う余裕があり、優遇決定をする必要がないので、消費の順序は好みを反映しているのではないかということである[2]。
- タントンメント: タントンメントの行為は、一般的平衡理論の策定において重要な役割を果たす。主張は、最初の契約が均衡につながらない場合、それが終了し、新しい契約が策定されるということである。最初の契約が中止されない場合、元のプロセスのエラーの程度に応じて、価格の異なるセットにつながる可能性がある。問題は、当事者が以前に計画されたポジションを忘れて再契約を続けているのか、それとも当事者が最適性を達成するためにタトンメントの形で関与しているのかである[2]。ヒルクライミングとワラシアオークションも参照。
- 人間の偏見の統一モデル: 新古典主義経済学は、経済学を研究する方法として、理想化された経済人(ホモ・エコノミクスとも呼ばれる)を反映したモデルの開発に集中してきた。1970年代から1990年代にかけて、フレーミング効果、損失嫌悪、ギャンブラーの誤り、確認バイアスなどの認知バイアスの対象となることを示唆する研究が出始めた。さらに、これらの影響は、人間の心理的限界を組み込まない経済モデルと矛盾する群れ行動や勢い投資などの異常を引き起こす可能性がありる[3]。一部のモデルには、プロスペクト理論など、有限合理性とリスク回避が含まれ始めているが、ほとんどの人間の認知バイアスと合理的な制限の全体を組み込んだ有用な予測を行うことができる統一モデルはまだ見られない。また、こうした心理的な限界を経済モデルに組み込む必要があるかどうかについても議論が存在する。一部のエコノミストは、市場の複雑さを十分に理解する必要があると主張するが、人間の偏見を組み込んだモデルは非現実的であるか、最小限の例外の可能性を伴う完全に合理的であると主張するエージェントの有用性に疑問を呈する人もいる[4][5]。

## 金融経済学
- エクイティプレミアムパズル: 新古典主義経済学における最も重要な課題の一つである[6]。過去100年ほどのデータに基づくと、米国株式への平均実質リターンが債券よりも大幅に高いという事実に基づいている。問題は、この株式プレミアムの背後にある原因を説明することである。これに関するさまざまな理論があるが、解決はまだ至っていない[7]。
- 配当パズル: 配当を支払う企業は、より高い評価を持つ投資家によって報われる傾向があるという事実である。現在、説得力のある説明はなされていない[8][9][10]。モディリアーニ＝ミラーの定理は、パズルが(唯一の)税金、破産コスト、市場の非効率性[注 1]、および非対称情報のいくつかの組み合わせによって説明することができることを示唆している。
- ブラック–ショールズ方程式と二項価格評価モデルの改善: ブラック–ショールズ・モデルと二項価格評価モデルは、株式とコールオプションを求める方程式である。これらのモデルはよく使用されているが、いくつかの問題がある。例えば、モデルが市場の動きを説明できないこと[11]、満期までの時間とともにオプション価格が上昇することである[12]。確率的なボラティリティを含み、資産のコールオプションの価格設定を適切に説明できるモデルの開発は、金融経済における重要な課題の一つと言える。

## 国際経済学
- 国境パズル: 貿易相手国の経済的規模やそれらの間の距離などの要因が考慮されても、国際貿易の方が国内貿易よりも圧倒的に小さいという実証的事実のこと[13][14]。様々な説明が試みられている。
- エクイティ・ホーム・バイアス・パズル: 多くの国の個人投資家や機関投資家は、外国株式を購入して分散化されたポートフォリオを持てるにもかかわらず、ほとんど自国の株式しか保有しないという事実のこと[13]。外国の市場に関する情報を得ることが難しいことなど、いくつかの説明は存在するが、多くは反論されてきた[15]。
- バッカス＝キーホー＝キドランドの逆説: 国家間の時系列の消費の相関が、国家間の時系列の生産の相関より小さいこと[13]。国際的なリスクシェアリングのある2国モデルでは、生産の相関の方が消費の相関よりも小さくなり、実証的事実を説明できないため逆説と呼ばれる[16][17]。
- フェルドシュタイン＝ホリオカの逆説: OECD諸国のクロスセクションデータの貯蓄率と投資率が高い相関を持つこと。開放的な国際金融市場では、貯蓄は資本の限界生産性が高い国に流れるため、投資率と貯蓄率の相関が小さくなるはずであることから逆説と呼ばれる。パズルを説明することを試みた論文が多く書かれている[13]。
- 購買力平価のパズル: 何らかのショックが起こって購買力平価が示唆する実質為替レートと実際の実質為替レートの間に乖離が生じたとき、乖離が短期的には消滅せず長期間存在すること。このパズルを解決する1つの方法として、金融ショックに実質的な効果をもたせることである。しかし、そのような効果をもたせると、実質為替レートの実際の動きを説明できる名目価格の粘着性をモデルに入れることが難しくなる[13]。
- 為替レート断絶パズル: 為替レートと他のマクロ経済変数の相関が弱いこと。為替レートは自国通貨と外国通貨の相対価格であり、重要な経済変数であるにもかかわらず、マクロ経済のファンダメンタルズとほぼ相関がないというのは驚くべきであり、逆説的と言える[13]。

## 経済人類学
- フォルマリスト-実質的な議論:実質的な経済モデルとフォルマリスト経済モデルの間の反対は、カール・ポランニーの著作『大転換』 (1944)によって最初に提案された。レイモンド・ファースやハロルド・K・シュナイダーのような形式主義者は、適切な修正が行われれば、新古典主義の経済学モデルはどの社会にも適用できると主張し、その原則は普遍的な妥当性を有すると主張した。フォルマリストの立場の批評家は、その中心的な仮定、特に合理的な選択と有用性最大化の普遍性は、すべての文化にわたって仮定することができるという疑問を持っている[18]。